# Albion (Nebraska)
Albion é uma cidade localizada no estado americano de Nebraska, no Condado de Boone.

## Demografia
Segundo o censo americano de 2000, a sua população era de 1797 habitantes.
Em 2006, foi estimada uma população de 1651, um decréscimo de 146 (-8.1%).

## Geografia
De acordo com o United States Census Bureau, a localidade tem uma área de 2,1 km², sem área coberta por água.

## Localidades na vizinhança
O diagrama seguinte representa as localidades num raio de 24 km ao redor de Albion.